# Città di Moonee Valley
La città di Moonee Valley è una Local Government Area che si trova nello Stato di Victoria. Essa si estende su una superficie di 44 chilometri quadrati e ha una popolazione di 107.443 abitanti. La sede del consiglio si trova a Moonee Ponds.